# Näsgölen (Bredaryds socken, Småland)
Näsgölen är en sjö i Värnamo kommun i Småland och ingår i Lagans huvudavrinningsområde. Sjöns area är 0,027 kvadratkilometer och den befinner sig 180 meter över havet.